# Herrarnas singelsculler i rodd vid olympiska sommarspelen 1996
Herrarnas singelsculler i rodd vid olympiska sommarspelen 1996 avgjordes mellan den 21 och 27 juli 1996.

## Medaljörer
| Gren          | Guld              | Silver             | Brons              |
| Singelsculler | Xeno Müller (SUI) | Derek Porter (CAN) | Thomas Lange (GER) |

## Resultat

### Heat

#### Heat 1
| Placering | Roddare            | Land      | Tid     | Noteringar |
| --------- | ------------------ | --------- | ------- | ---------- |
| 1         | Xeno Müller        | Schweiz   | 7:26,75 | SF         |
| 2         | Iztok Čop          | Slovenien | 7:32,69 |            |
| 3         | Horst Nussbaumer   | Österrike | 7:36,15 |            |
| 4         | Giovanni Calabrese | Italien   | 7:39,90 |            |
| 5         | Anton Sema         | Ryssland  | 7:49,94 |            |
| 6         | Daisaku Takeda     | Japan     | 7:56,93 |            |

#### Heat 2
| Placering | Roddare           | Land       | Tid     | Noteringar |
| --------- | ----------------- | ---------- | ------- | ---------- |
| 1         | Derek Porter      | Kanada     | 7:31,75 | SF         |
| 2         | Laszlo Szogi      | Ungern     | 7:39,31 |            |
| 3         | David Cameron     | Australien | 7:53,55 |            |
| 4         | Oleksandr Khimich | Ukraina    | 7:57,05 |            |
| 5         | Michael Tse       | Hongkong   | 8:11,51 |            |

#### Heat 3
| Placering | Roddare          | Land           | Tid     | Noteringar |
| --------- | ---------------- | -------------- | ------- | ---------- |
| 1         | Thomas Lange     | Tyskland       | 7:34,52 | SF         |
| 2         | Sergio Fernandez | Argentina      | 7:37,53 |            |
| 3         | Ali Ibrahim      | Egypten        | 7:41,17 |            |
| 4         | Peter Haining    | Storbritannien | 7:42,65 |            |
| 5         | Jüri Jaanson     | Estland        | 8:10,01 |            |

#### Heat 4
| Placering | Roddare         | Land        | Tid     | Noteringar |
| --------- | --------------- | ----------- | ------- | ---------- |
| 1         | Václav Chalupa  | Tjeckien    | 7:35,48 | SF         |
| 2         | Fredrik Bekken  | Norge       | 7:39,36 |            |
| 3         | Cyrus Beasley   | USA         | 7:44,79 |            |
| 4         | Robert Waddell  | Nya Zeeland | 7:48,69 |            |
| 5         | Tomas Soderblom | Finland     | 7:53,46 |            |

### Återkval

#### Återkval 1
| Placering | Roddare         | Land           | Tid     | Noteringar |
| --------- | --------------- | -------------- | ------- | ---------- |
| 1         | Iztok Čop       | Slovenien      | 7:41,83 |            |
| 2         | Peter Haining   | Storbritannien | 7:45,95 |            |
| 3         | David Cameron   | Australien     | 7:49,24 |            |
| 4         | Tomas Soderblom | Finland        | 7:52,52 |            |
| 5         | Daisaku Takeda  | Japan          | 7:59,77 |            |

#### Återkval 2
| Placering | Roddare        | Land        | Tid     | Noteringar |
| --------- | -------------- | ----------- | ------- | ---------- |
| 1         | Robert Waddell | Nya Zeeland | 7:42,87 |            |
| 2         | Ali Ibrahim    | Egypten     | 7:45,64 |            |
| 3         | Laszlo Szogi   | Ungern      | 7:53,04 |            |
| 4         | Anton Sema     | Ryssland    | 8:46,71 |            |

#### Återkval 3
| Placering | Roddare            | Land      | Tid     | Noteringar |
| --------- | ------------------ | --------- | ------- | ---------- |
| 1         | Sergio Fernandez   | Argentina | 7:42,63 |            |
| 2         | Cyrus Beasley      | USA       | 7:44,36 |            |
| 3         | Giovanni Calabrese | Italien   | 7:39,90 |            |
| 4         | Michael Tse        | Hongkong  | 8:31,41 |            |

#### Återkval 4
| Placering | Roddare           | Land      | Tid     | Noteringar |
| --------- | ----------------- | --------- | ------- | ---------- |
| 1         | Fredrik Bekken    | Norge     | 7:47,31 |            |
| 2         | Horst Nussbaumer  | Österrike | 7:49,79 |            |
| 3         | Oleksandr Khimich | Ukraina   | 7:56,15 |            |
| 4         | Jüri Jaanson      | Estland   | 8:15,25 |            |

### Semifinaler

#### Semifinal 1
| Placering | Roddare          | Land           | Tid     | Noteringar |
| --------- | ---------------- | -------------- | ------- | ---------- |
| 1         | Xeno Müller      | Schweiz        | 7:10,07 | FA         |
| 2         | Derek Porter     | Kanada         | 7:14,91 | FA         |
| 3         | Fredrik Bekken   | Norge          | 7:19,92 | FA         |
| 4         | Ali Ibrahim      | Egypten        | 7:22,43 | FB         |
| 5         | Sergio Fernandez | Argentina      | 7:23,70 | FB         |
| 6         | Peter Haining    | Storbritannien | 7:30,47 | FB         |

#### Semifinal 2
| Placering | Roddare          | Land        | Tid     | Noteringar |
| --------- | ---------------- | ----------- | ------- | ---------- |
| 1         | Thomas Lange     | Tyskland    | 7:12,30 | FA         |
| 2         | Iztok Čop        | Slovenien   | 7:15,07 | FA         |
| 3         | Václav Chalupa   | Tjeckien    | 7:16,97 | FA         |
| 4         | Robert Waddell   | Nya Zeeland | 7:18,52 | FB         |
| 5         | Cyrus Beasley    | USA         | 7:31,49 | FB         |
| 6         | Horst Nussbaumer | Österrike   | 7:35,52 | FB         |

#### Semifinal 3
| Placering | Roddare        | Land       | Tid     | Noteringar |
| --------- | -------------- | ---------- | ------- | ---------- |
| 1         | David Cameron  | Australien | 7:25,38 | FC         |
| 2         | Laszlo Szogi   | Ungern     | 7:27,92 | FC         |
| 3         | Jüri Jaanson   | Estland    | 7:28,89 | FC         |
| 4         | Daisaku Takeda | Japan      | 7:32,63 | FD         |
| 5         | Michael Tse    | Hongkong   | 7:51,15 | FD         |

#### Semifinal 4
| Placering | Roddare            | Land     | Tid     | Noteringar |
| --------- | ------------------ | -------- | ------- | ---------- |
| 1         | Giovanni Calabrese | Italien  | 7:23,59 | FC         |
| 2         | Tomas Soderblom    | Finland  | 7:23,88 | FC         |
| 3         | Anton Sema         | Ryssland | 7:28,44 | FC         |
| 4         | Oleksandr Khimich  | Ukraina  | 7:31,24 | FD         |

### Final

#### Final A
| Placering | Roddare        | Land      | Tid     | Noteringar |
| --------- | -------------- | --------- | ------- | ---------- |
| 1         | Xeno Müller    | Schweiz   | 6:44,85 |            |
| 2         | Derek Porter   | Kanada    | 6:47,45 |            |
| 3         | Thomas Lange   | Tyskland  | 6:47,72 |            |
| 4         | Iztok Čop      | Slovenien | 6:51,71 |            |
| 5         | Václav Chalupa | Tjeckien  | 6:55,65 |            |
| 6         | Fredrik Bekken | Norge     | 6:59,51 |            |

#### Final B
| Placering | Roddare          | Land           | Tid     | Noteringar |
| --------- | ---------------- | -------------- | ------- | ---------- |
| 1         | Robert Waddell   | Nya Zeeland    | 6:49,55 |            |
| 2         | Ali Ibrahim      | Egypten        | 6:52,11 |            |
| 3         | Horst Nussbaumer | Österrike      | 6:53,20 |            |
| 4         | Cyrus Beasley    | USA            | 6:54,17 |            |
| 5         | Peter Haining    | Storbritannien | 6:55,06 |            |
| 6         | Sergio Fernandez | Argentina      | 6:56,97 |            |

#### Final C
| Placering | Roddare            | Land       | Tid     | Noteringar |
| --------- | ------------------ | ---------- | ------- | ---------- |
| 1         | David Cameron      | Australien | 7:30,55 |            |
| 2         | Tomas Soderblom    | Finland    | 7:32,98 |            |
| 3         | Laszlo Szogi       | Ungern     | 7:34,23 |            |
| 4         | Anton Sema         | Ryssland   | 7:44,93 |            |
| 5         | Giovanni Calabrese | Italien    | 7:48,63 |            |
| 6         | Jüri Jaanson       | Estland    | 8:33,53 |            |

#### Final D
| Placering | Roddare           | Land     | Tid     | Noteringar |
| --------- | ----------------- | -------- | ------- | ---------- |
| 1         | Oleksandr Khimich | Ukraina  | 7:40,54 |            |
| 2         | Daisaku Takeda    | Japan    | 7:45,23 |            |
| 3         | Michael Tse       | Hongkong | 8:06,43 |            |